# Braunroter Milchling
Der Braunrote Milchling oder Orangeblättrige Milchling (Lactarius badiosanguineus) ist eine Pilzart aus der Familie der Täublingsverwandten (Russulaceae). Es ist ein mittelgroßer Milchling mit einem dunkel rot- bis weinbraunen, glänzenden Hut und ocker- bis zimtbraunen Lamellen. Seine wässrig-weiße, mild schmeckende Milch gilbt nur leicht. Der Milchling wächst unter Nadelbäumen, meist Fichten, auf mehr oder weniger feuchten und kalkreichen Böden fast ausschließlich im Bergland. Die Fruchtkörper erscheinen von August bis Oktober.

## Merkmale

### Makroskopische Merkmale
Der Hut ist 2,5–9 cm breit, jung flach gewölbt und später ausgebreitet und in der Mitte niedergedrückt. Meist hat er einen mehr oder weniger ausgeprägten Buckel. Die Oberfläche ist glatt oder uneben bis höckerig und in der Mitte teilweise etwas runzelig-geadert. Junge Fruchtkörper haben einen schön dunkel rotbraunen bis violettbraunen Hut, der später etwas ausblasst und dann im trockenen Zustand oft nur noch trüb orangebraun gefärbt ist. Die Huthaut ist trocken matt und fühlt sich leicht wachsartig an, bei Feuchtigkeit wird sie schwach schmierig und glänzend. Der Rand ist jung glatt und scharf und im Alter rillig gerieft, aber nicht oder kaum heller als das Zentrum.
Die vereinzelt gegabelten Lamellen sind jung cremefarben und verfärben sich zunehmend rötlich-ocker. Sie sind breit am Stiel angewachsen oder laufen leicht daran herab. Ihre Schneiden sind glatt und das Sporenpulver ist cremefarben.
Der jung volle, bald jedoch hohle Stiel ist 3–9 cm lang und 0,5–1,4 cm breit. Die Oberfläche ist jung glatt und auf rötlich-ockerfarbenem Grund fein weiß bereift. Später verkahlt der Stiel zunehmend und ist dann stellenweise schwach runzelig längsaderig und ähnlich wie der Hut satt braunrot gefärbt.
Die weiße, zuerst mild, dann bitterlich schmeckende Milch ist mehr oder weniger unveränderlich. Erst nach 2–3 Stunden kann man auf einem weißen Papiertaschentuch eine schwache Gelbfärbung erkennen. Das weißlich bis rötlich cremefarbene Fleisch schmeckt zunächst mild und nach einiger Zeit bitterlich, aber niemals scharf. Weißliche Stellen können nach einiger Zeit gilben. Der Milchling hat einen schwachen, leicht fruchtigen oder an den Eichen-Milchling erinnernden Geruch.

### Mikroskopische Merkmale
Die rundlichen bis schwach elliptischen Sporen sind durchschnittlich 7,6–8,1 µm lang und 6,3–6,5 µm breit. Der Q-Wert (Quotient aus Sporenlänge und -breite) ist 1,1–1,3. Das Sporenornament besteht aus 0,6–1,2 µm hohen, gratig verlängerten Warzen sowie aus streifenartig angeordneten Rippen, die mehr oder weniger stark netzartig verbunden sind. Isoliert stehende Warzen sind normalerweise zahlreich. Der Hilarfleck ist meist inamyloid.
Die viersporigen Basidien sind keulig bis bauchig und messen 35–55 × 9–13 µm. Pleuromakrozystiden kommen vereinzelt bis ziemlich zahlreich vor. Sie sind (35–) 40–80 (–90) µm lang und 6–10 µm breit, mehr oder weniger zylindrisch bis schmal spindelig und oben stumpf bis zugespitzt. Die Lamellenschneiden sind mehr oder weniger steril und meist mit zahlreichen, pfriemförmig bis spindeligen Cheilomakrozystiden besetzt. Diese sind oben ziemlich spitz oder tragen ein kleines, aufgesetztes Spitzchen (mucronat).
Die Huthaut (Pileipellis) ist ein (Ixo-)Oedotrichoderm und besteht aus unregelmäßig verflochtenen Hyphen, deren zylindrische bis schwach keulige Endzellen aufsteigen. Sie sind teilweise schwach inkrustiert und gelatinisiert und messen(10–) 15–60 µm × 3–6 µm. Der Q-Wert ist 5,6–8,0. Zwischen den Hyphen sind einzelne Lactiferen eingestreut. Die Hyphen in der Subpellis sind 8–12 (–15) µm breit und mehr oder weniger rundlich bis isodiametrisch oder aufgeblasen.

## Artabgrenzung
Der Braunrote Milchling kann mit einer ganzen Reihe von braunhütigen Milchlingen verwechselt werden. Besonders ähnlich ist der Torfmoos-Milchling (Lactarius sphagneti) und der Leberbraune Milchling (Lactarius hepaticus). Der Torfmoos-Milchling kann makroskopisch an seinem immer irgendwie zweifarbigen Hut erkannt werden. Dieser hat eine dunkle Mitte und eine viel hellere, mehr oder weniger geriefte Randzone. Außerdem sind seine Lamellen sehr blass. Er wächst an sehr feuchten bis nassen Standorten in Torfmoospolstern unter Fichten. Mikroskopisch kann man ihn anhand des sehr amyloiden, netzartigen Sporenornaments und der langen Huthaut-Hyphenendzellen erkennen. Der Leberbraune Milchling (Lactarius hepaticus) wächst an eher trockenen Standorten unter Kiefern. Er hat eine stumpfe braune Hutfarbe und ebenfalls deutlich netzige Sporen. Bei ihm sind die Hyphenendzellen in der Huthaut etwas kürzer.

## Ökologie
Der Braunrote Milchling ist ein Mykorrhizapilz, der mehr oder weniger strikt an Fichten gebunden ist. Möglicherweise kann er aber in Einzelfällen auch mit Zirbelkiefern und Lärchen und laut Heilmann-Clausen auch mit Tannen eine symbiotische Partnerschaft eingehen. Man findet den Milchling in krautreichen Fichten-Buchen- und Tannen-Fichtenwäldern sowie in Fichten-Forsten auf mehr oder weniger kalkreichen und nähr- und stickstoffarmen Böden. Es scheint aber auch Rassen zu geben, die basenarme und kalkfreie, stark saure Oberböden bevorzugen und in dicken Torfmoospolstern wachsen. Der Braunrote Milchling kommt in Deutschland fast ausschließlich im Bergland und in subalpinen Bereichen vor. Seine Fruchtkörper erscheinen zwischen August bis Oktober.

## Verbreitung

Verbreitung des Braunroten Milchlings in Europa. Grün eingefärbt sind Länder, in denen der Milchling nachgewiesen wurde. Grau dargestellt sind Länder ohne Quellen oder Länder außerhalb Europas.

Der Braunrote Milchling ist eine relativ seltene, europäische Art, die vorwiegend im fennoskandinavischen Bergland und in den Alpen verbreitet ist. In Bulgarien kommt er im Zentralen Balkangebirge vor. Auch in Deutschland findet man den Milchling fast ausschließlich im Bergland. Etwas größere Vorkommen gibt es im Schwarzwald, im Alpenvorland und in den Alpen, sodass das Verbreitungsgebiet fast ausschließlich auf Bayern und Baden-Württemberg beschränkt ist. Aber auch im Harz wurde der Milchling nachgewiesen, außerdem gibt es ein vom Aussterben bedrohtes Vorkommen im östlichen Hügelland von Schleswig-Holstein. Der Braunrote Milchling kann möglicherweise auch im Bayerischen und im Thüringer Wald gefunden werden. In der Schweiz ist der Milchling verbreitet und nicht selten.

## Systematik
Lactarius badiosanguineus wurde 1954 von Kühner und Romagnesi erstmals als eigenständige Art beschrieben. Taxonomische Synonyme sind die von Gillet 1876 beschriebene Varietät Lactarius subdulcis var. cinnamomeus und die von Lindblad 1855 beschriebene Varietät L. subdulcis var. concavus. Das Artattribut (Epitheton) badiosanguineus setzt sich aus den lateinischen Adjektiven badius (kastanienbraun) und sanguineus (blutrot) zusammen und kann mit „rotbraun“ übersetzt werden.

### Infragenetische Systematik
Der Braunrote Milchling wird von M. Bon in die Sektion Tabidi
gestellt. Die Vertreter der Sektion haben einen glatten, mehr oder weniger bräunlichen Hut und eine an der Luft gilbende Milch. Bei M. Basso steht er in der Untersektion Russulares, die ihrerseits in der gleichnamigen Sektion Russulares steht. Bei Heilmann-Clausen wird er in der Sektion Russulares eingeordnet, die hier nicht weiter unterteilt wird.

## Bedeutung
Der Braunrote Milchling ist laut M. Basso ungenießbar.

## Pharmakologie
Ein Extrakt des Braunroten Milchlings zeigt im Laborexperiment eine hemmende Wirkung gegenüber Thrombin.